# 편집기 전쟁
편집기 전쟁(Editor war)이란 vi와 Emacs 사용자들 사이에서 일어나는 분쟁을 일컫는 용어이다. 이 전쟁은 해커 문화와 자유 소프트웨어 공동체의 지속적인 부분으로 되고있다.
Emacs와 Vi 간의 싸움은 유즈넷 그룹에서 일어난 성전(聖戰)의 하나였으며, 적어도 1985년 이래로 자신들이 선택한 편집기가 편집에 대한 완벽의 전형이라고 주장하면서 수많은 악성 댓글이 오갔다. 운영 체제, 프로그래밍 언어, 버전 관리, 심지어는 소스 코드 들여쓰기 방식에 이르는 여러 부분에 걸쳐 관련 전쟁이 발발하였다.

## 같이 보기
- 브라우저 전쟁